# Sociologia da religião
Sociologia da religião busca explicar empiricamente as relações mútuas entre religião e sociedade. Os estudos fundamentam-se na dimensão social da religião e na dimensão religiosa da sociedade.

## Sociologia da religião no Brasil
O marco referencial da consolidação da sociologia da religião como campo autônomo de pesquisa no Brasil é a publicação da obra "Católicos, Protestantes, Espíritas", de Cândido Procópio Ferreira de Camargo, em 1973. Nomes de referência no Brasil: Edison Carneiro, Beatriz Muniz de Souza, Antônio Flávio Pierucci, Reginaldo Prandi, dentre outros.

## Jacques Attali

### Do judaísmo ao cristianismo
Jacques Attali argumenta em Les Juifs, le Monde et l'Argenmt que com a chegada de Jesus Cristo e o posterior desenvolvimento do cristianismo há uma revolução na atitude perante o dinheiro. Esta clivagem tem muito a ver com a mesma clivagem existente dentro do judaísmo ao tempo de Jesus entre Saduceus (judeus estabelecidos, conservadores) e Fariseus e Essênios (com uma atitude mais revolucionária, igualitária, ascética).
Se, para o judaísmo, possuir o dinheiro é uma forma de estar em posição de evitar a violência e de resolver possíveis problemas futuros, já para a nova religião nascente, o dinheiro é algo de sujo e problemático (a mesma atitude de algumas das facções do judaísmo mencionadas).
Nas palavras de Attali:
Paralelamente aprofundam-se as diferenças entre as duas doutrinas económicas. Quer no Judaísmo como no Cristianismo acredita-se nas virtudes da caridade, da justiça e das ofertas. Mas para os Judeus, é desejável ser rico, enquanto que para os Cristãos é recomendado ser-se pobre. Para uns, (os Judeus) a riqueza é um meio para melhor servir Deus; para os outros, (os Cristãos) ele impossibilita a salvação. Para uns, o dinheiro pode ser um instrumento do bem; para os outros os seus efeitos são sempre desastrosos. Para uns, qualquer pessoa pode gozar do dinheiro bem ganho; para os outros ele queima-lhe os dedos. Para uns, morrer rico é uma bênção, desde que o dinheiro tenha sido adquirido moralmente e que se tenha cumprido com todos os deveres para com os pobres da comunidade; para os outros, morrer pobre é uma condição necessária da salvação.
É assim que Mateus (no episódio Jesus e o jovem rico), escreve sobre Jesus: “Digo-vos mais uma vez: é mais fácil a um camelo passar pelo buraco de uma agulha do que a um rico entrar para o céu” (19, 24). E se Lucas conclui a Parábola do Mordomo Infiel por uma frase ambígua: Façam-se amigos do dinheiro da desonestidade (16, 11), ele acrescenta ainda “façam o bem e emprestem sem nada esperar em troca” (6,35).
De facto, como vimos, para os Judeus, receber juros do dinheiro não é imoral; e se não é permitido fazê-lo entre Judeus é por uma questão de solidariedade, e não por interdição moral. O dinheiro é, como o gado, uma riqueza fértil e o tempo é um espaço a valorizar. Pelo contrário, para os Cristãos, como para Aristóteles e os Gregos, o dinheiro, como o tempo, não produz em si qualquer riqueza, ele é estéril; e fazer comércio de dinheiro é um pecado mortal. Esta obsessão pela esterilidade do dinheiro reenvia também para o ódio pela sexualidade, interdita fora do casamento. Para a nova Igreja, nada deve ser fértil que não tenha sido criado por Deus. Fazer trabalhar o dinheiro é fornicar.
Sem dúvida é preciso ver nestas diferenças o traço de um conflito muito antigo entre essénios e saduceus, e o desejo dos apóstolos de ganhar o apoio dos mais pobres entre os Judeus.
As ofertas dos Judeus às suas comunidades são limitadas a um quinto das suas receitas. Pelo contrário, encoraja-se os Cristãos a doar sem limites à Igreja. Enquanto que as comunidades judaicas devem redistribuir integralmente estas doações aos pobres (ver Templo de Salomão) a Igreja pode conservar o dinheiro, pelo menos em parte, para ela mesma a fim de criar pelo esplendor as condições do assombro e da salvação dos homens. Para ela, o dinheiro, que não produziria juros, pode produzir a graça se ele transitar pela Igreja. Toda a potência eclesiástica do futuro advém desta reversão da relação com o dinheiro.
…
Mesmo se neste espírito, alguns teólogos do Cristianismo antigo como Clemente de Alexandria, glorificam uma ética económica muito semelhante à da moral do Pentateuco, os primeiros Cristãos encontram argumentos nestas passagens dos Evangelhos para apoiar a tese de que entre os Judeus tudo se mede em dinheiro, tudo se troca: mesmo o tempo, mesmo a carne humana, mesmo Deus! O Judeu, dizem eles, o qual vendeu o Messias por dinheiro, está pronto a tudo comprar e a tudo vender. O mercado é a sua única lei. O anti-judaísmo Cristão é imediatamente inseparável da condenação económica.

#### Citações cristãs anti-dinheiro
- "Todo o homem rico é, ou injusto na sua pessoa, ou herdeiro da injustiça e da injustiça de outros" (Omnis dives aut iniquus est, aut heres iniqui) - São Jerónimo.
- "Quem quer se tornar rico tomba nas armadilhas do demónio, e se entrega a mil desejos não apenas vãos mas perniciosos, que o precipitam por fim no abismo da perdição e da condenação eterna" São Timóteo, 6.
- "Ou tu és rico e tens o supérfluo, e nesse caso o supérfluo não é para ti mas para os pobres; ou então tu estás numa fortuna medíocre, e então que importa a ti procurar aquilo que não podes guardar?" São Bernardo.
- "Mas a moral do evangelho vai ainda mais longe; porque ela nos ensina que quanto mais um cristão é rico, mais ele deve ser penitente; ou seja, mais ele se deve deduzir das doçuras da vida; e que estas grandes máximas de renúncia, de escrutínio, de desapego, de crucificação, tão necessárias à salvação, são muito maiores para ele do que para o pobre" Louis Bourdaloue, jesuíta francês do século XVII.
- "E não podemos dizer também que quase todos os ricos são homens corruptos, ou antes, perdidos pela intemperança das paixões carnais que os dominam? Porquê? Porque têm todos os meios do ser, e que não usam as suas riquezas que não seja para saciar as suas brutais avarices. Vítimas reservadas à cólera de Deus, engordados dos seus próprios bens! Quantos é que conheceis que não sejam assim ? Quantos é que vós conheceis que, na opulência, tenham aprendido a dominar o seu corpo e a o limitar em restrição ? Um rico continente ou penitente não será uma espécie de milagre?", Louis Bourdaloue, jesuíta francês do século XVII.
- "Uma virgem pode conceber, uma estéril pode dar à luz, um rico pode ser salvo: estes são três milagres nos quais as escrituras sagradas não nos ensinam outra coisa que não seja que Deus é omnipotente. Pois é verdade, ó rico do mundo, que a tua salvação não é nada fácil, ela seria impossível se Deus não fosse omnipotente. Consequentemente, esta dificuldade passa bem distante dos nossos pensamentos, já que é necessário, para a ultrapassar uma potência infinita. E não me digas que estas palavras não te dizem respeito porque talvez não sejas rico. Se não és rico, tu tens vontade de o ser; e estas maldições sobre a riqueza devem cair não tanto sobre os ricos mas sobretudo sobre aqueles que o desejam ser. É para esses que o apóstolo pronuncia, que eles caem na armadilha do diabo e de muitos desejos malvados, que precipitam o homem na perdição. … Também o apóstolo tem razão quando diz que o desejo de riqueza é a raiz de todos os males; Radix omniumm malorum est cupiditas". Jacques Bénigne Bossuet (1627-1704), bispo, teólogo e escritor francês, sermão em Metz a 4 de Outubro de 1652.

### Do catolicismo para o protestantismo - Nova reversão
Jacques Attali vê com o advento da Reforma Protestante uma nova reversão na relação para com o dinheiro, repondo entre os protestantes do mundo ocidental (norte e oeste da Europa) o entendimento que os Judeus faziam do dinheiro. Este regresso aos princípios económicos do Judaísmo caracteriza a sociedade moderna.
Attali acusa Max Weber de não ter reconhecido na ética que possibilitou o novo mundo dos negócios capitalistas, a ética judaica. Attali escreve: "Weber não vê que os Judeus inventaram a ética bem antes dos Gregos ou dos puritanos" …" e que para eles (os Judeus) a actividade económica é um meio essencial de ir ter com Deus".

## Bertrand Russel
Confirmando algumas destas ideias de Attali, encontramos um trecho de Bertrand Russel, em "Filosofia do Mundo Ocidental", no capítulo "A política de Aristóteles":
Desde o tempo dos gregos até hoje, a Humanidade, ou pelo menos a parte economicamente mais desenvolvida dela se divide entre devedores e credores; os devedores são contra os juros e os credores são a favor. Quase sempre, os detentores de terras são devedores, enquanto que os comerciantes são credores.
Os filósofos, com poucas excepções, concordam com os interesses financeiros da sua classe. Os filósofos Gregos pertencem à classe dos proprietários de terra ou trabalhavam ao seu serviço. Por isso, eles recusavam os juros.
Os filósofos da Idade Média eram homens da Igreja; o património da Igreja constituía-se sobretudo de terras; eles não viam pois razão para rever as ideias de Aristóteles.
A sua antipatia contra a usura foi ainda reforçada pelo Antissemitismo, já que o capital fluido (ou seja em dinheiro, facilmente transmissível) estava em grande parte na posse de Judeus…
Com a Reforma Protestante, a situação muda. Muitos dos protestantes mais convictos eram comerciantes, para quem o empréstimo de dinheiro a juros era muito importante… Por isso, os juros foram aceites, primeiro por Calvino e depois por outros protestantes. Finalmente, a Igreja Católica viu-se forçada a seguir o exemplo deles, já que as velhas proibições já não se enquadram no mundo moderno.